# Dendroidopsis binhana
Dendroidopsis binhana is een keversoort uit de familie vuurkevers (Pyrochroidae). De wetenschappelijke naam van de soort is voor het eerst geldig gepubliceerd in 1923 door Pic.